# Novodamus
Novodamus is een geslacht van spinnen uit de familie Nicodamidae.

## Soorten
- Novodamus nodatus (Karsch, 1878)
- Novodamus supernus Harvey, 1995